# Marlbert Pradd
Marlbert Pradd jr. (Chicago, 17 novembre 1944 – New Orleans, 27 aprile 2014) è stato un cestista statunitense, professionista nella ABA.

## Carriera
Venne selezionato dai Los Angeles Lakers al nono giro del Draft NBA 1965 (74ª scelta assoluta) e dai Chicago Bulls al sesto giro del Draft NBA 1967 (58ª scelta assoluta).